# Kràsnaia Poliana (Sotxi)

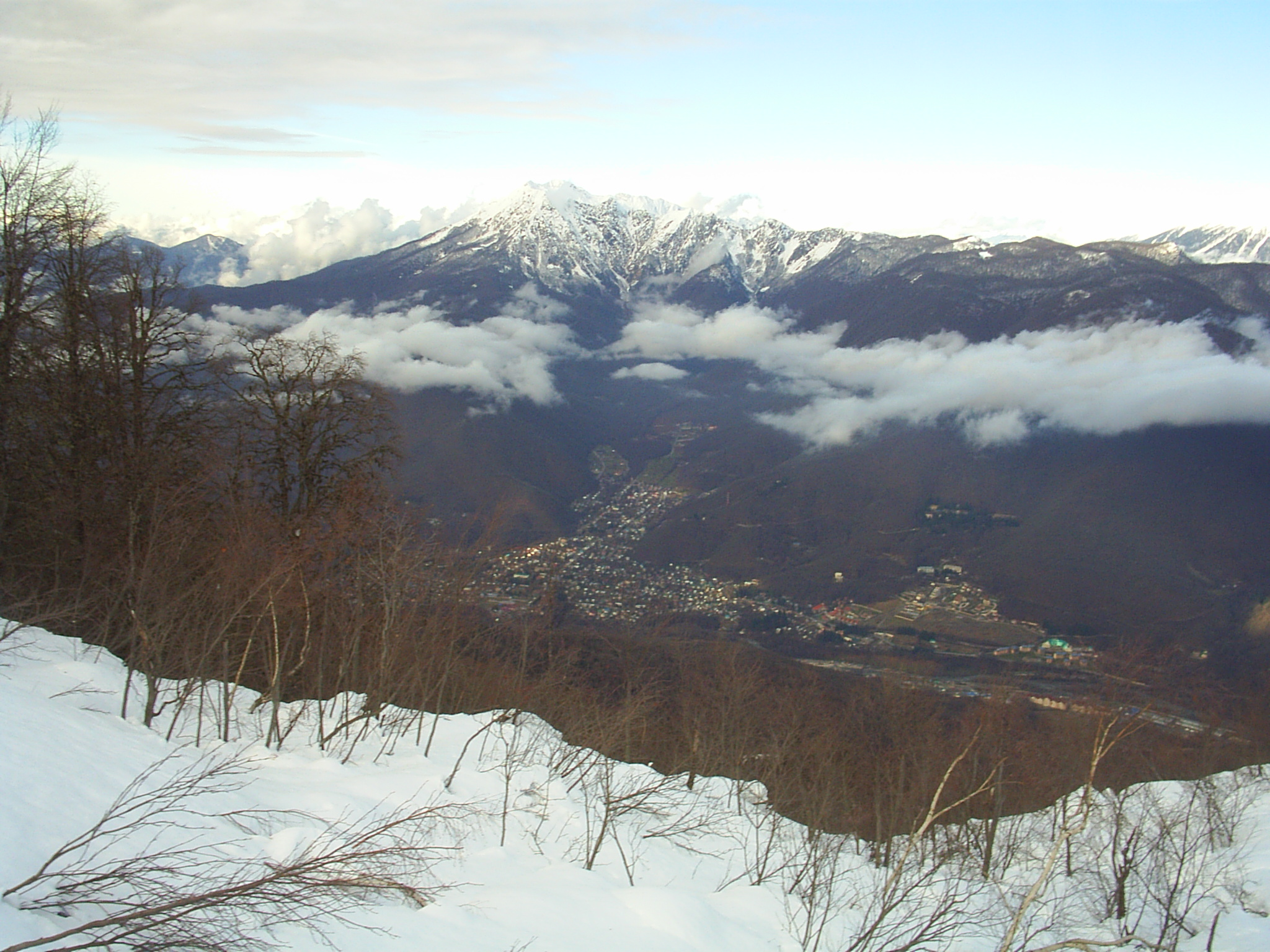
Vista de Kràsnaia Poliana des de la muntanya Aibga

Kràsnaia Poliana (en rus Красная Поляна, que significa: 'Bella Clariana') és poble (un possiólok) sota la jurisdicció de la ciutat de Sotxi, al krai de Krasnodar, a Rússia. L'any 2010 tenia 4.599 habitants. Va ser la seu de les proves de l'esquí alpí i esquí nòrdic dels Jocs Olímpics d'Hivern de 2014.
Es troba al Caucas occidental i hi ha les estacions d'esquí alpí Rosa Khutor amb la base a 560 m d'altitud al llarg del riu Mzymta. Els remuntadors arriben als 2.320 m d'altitud. S'hi va celebrar la Copa del Món d'equí alpí el febrer de 2012.

## Història

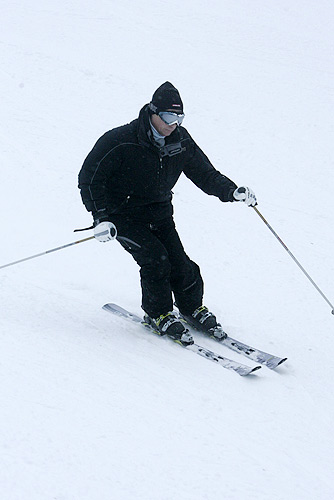
Vladímir Putin a Kràsnaia Poliana

Encara que el lloc és ric en restes prehistòriques i fortificacions medievals, la primera menció escrita és de l'any 1835.
Després de la dissolució de la Unió Soviètica hi va haver, per als russos, la pèrdua de les zones d'esquí de la Transcaucàsia i el Tian-Shan, la qual cosa va contribuir a incrementar el prestigi de Kràsnaia Poliana per a les elits russes.